# História de Madagáscar

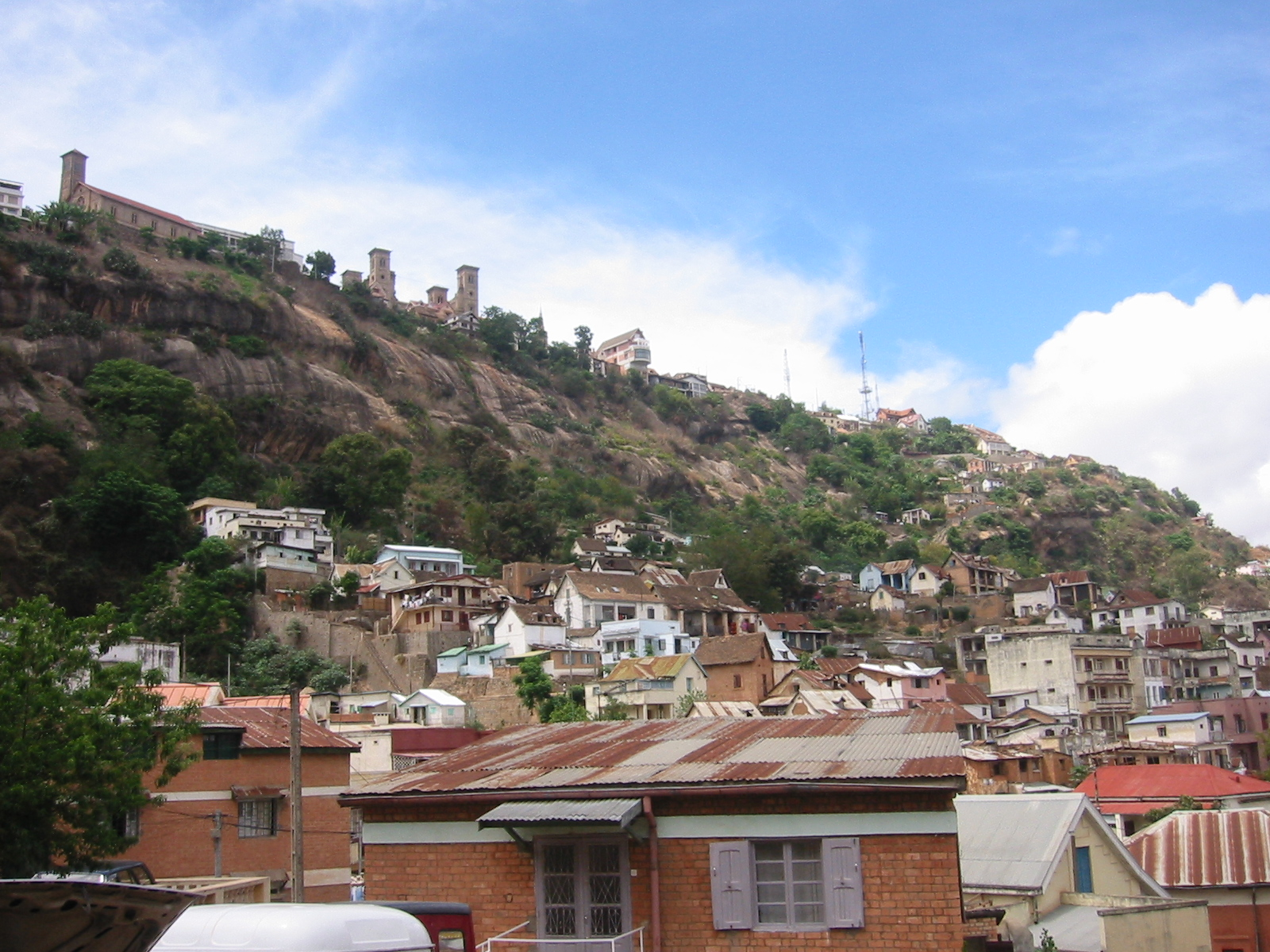
Vista do Palácio de Ranavalona em Antananarivo

A história de Madagáscar é conhecida desde o início da sua ocupação humana.

## As Primeiras Migrações
Madagáscar foi colonizado por humanos pela primeira vez cerca de 2,000 anos atrás. Os colonos eram ou indonésios ou pessoas de ascendência mista indonésia e africana. Os comerciantes árabes chegaram ao país em meados de 800 ou 900 anos DC, quando se começou a realizar comércio ao longo da costa do norte.

## Chegada dos Europeus
O primeiro europeu a chegar a Madagáscar foi o capitão português Diogo Dias, que encontrou a ilha a 10 de Agosto de 1500, depois de ter perdido o seu curso marítimo para a Índia devido aos ventos. Deu o nome de São Lourenço à ilha. Ao longo desse século, os portugueses, os franceses, os alemães e os ingleses tentaram estabelecer colónias mercantis em Madagáscar. Todos eles falharam devido às condições hostis e à defesa feroz dos guerreiros malgaxes locais.

## Libertália
Os europeus só conseguiram uma posição firme em Madagáscar nos anos tardios do século XVI, quando os piratas governavam a costa leste da ilha. Estes piratas usavam Madagáscar como uma base para atacar navios que traziam mercadorias de volta para a Europa da Índia. No século XVII, os franceses tentaram estabelecer posições militares na costa leste da ilha, mas falharam de novo. Pelo início do século XIX, a única colónia que os franceses possuíam era na ilha de Sainte Marie.

## Reino Merina
Entretanto, durante o século XVII, os sakalavas da costa do ocidente consagraram o primeiro reino de Madagáscar. Em 1810, os seus rivais, os merina, fundaram um reino que abrangia a maioria do resto de Madagáscar. O seu rei, Radama I, estabeleceu relações com os ingleses e abriu o país a missionários ingleses que vieram espalhar a fé cristã pela ilha e que transcreveram para a escrita a língua Malagas. No reinado de Radama, uma espécie de revolução industrial em miniatura trouxe a indústria para a ilha. Após a morte de Radama, foi sucedido pela sua viúva, Ranavalona I, que aterrorizou o país durante 33 anos, perseguindo cristãos, expulsando estrangeiros, executando rivais políticos, e trazendo de volta o costume de matar bebés nascidos em dias considerados de pouca sorte. Depois da sua morte, as relações com a Europa foram restabelecidas.

## Independência e a República Malgaxe
Em 1883, França invadiu Madagáscar e a 1896 já tinha estabelecido por toda a ilha, tendo-se esta tornado numa colónia francesa. França usou Madagáscar como uma fonte de madeira e especiarias exóticas, como baunilha. Os Malgaxe fizeram duas grandes rebeliões contra os Franceses, em 1918 e em 1947, mas o país só voltou a ganhar a sua independência a 26 de Junho de 1960.
Em 1975, Didier Ratsiraka ganhou controle do país. Ele governou Madagáscar como um ditador até ser derrubado em 1991 em consequência de um colapso económico. Ganhou a presidência pouco depois e governou até perder a eleição de 2001. O novo presidente, Marc Ravalomanana, prometeu trazer democracia ao país. Tendo começado por vender iogurtes nas ruas de bicicleta, Ravalomanana construiu um império comercial e tornou-se no homem mais rico de Madagáscar. Em 2005, ainda é presidente e a economia continua a melhorar.